# 1571 en littérature
| Années de la littérature : 1568 - 1569 - 1570 - 1571 - 1572 - 1573 - 1574    |
| Décennies de la littérature : 1540 - 1550 - 1560 - 1570 - 1580 - 1590 - 1600 |

Cet article présente les faits marquants de l'année 1571 en littérature.

## Événements
- 4 mars : Fédéric Morel est nommé imprimeur du roi de France[1]
- 4 avril : le pape Pie V institue la congrégation de l’Index par la constitution « In apostolica »[2].
- Mai : édit de Gaillon sur l’imprimerie, la police des ouvriers et la taxe des livres, enregistré au Parlement de Paris le 7 septembre[3]. Il provoque la grève des imprimeurs à Paris et à Lyon. Ils obtiennent gain de cause par la déclaration royale du 10 septembre 1572[4].
- 11 juin : la bibliothèque Laurentienne de Florence est ouverte au public[5].
- 28 octobre : Michel de Montaigne est fait chevalier de l’ordre de Saint-Michel[6]. Il se retire au Château de Montaigne.

## Parutions
- Vocabulario en lengua castellana y mexicana, dictionnaire bilingue espagnol-nahuatl du franciscain espagnol Alonso de Molina, imprimé à Mexico[7].

- Un manuel de calligraphie Lo scrittor utile (« l'écrivain utile ») est publié par Guilantonio Hercolani, un notaire de Bologne[8].
- Le Amorose Fiamme nelle quali interamente si comprendono gli affetti d'amore, poèmes d'Orfeo Marchese da Horte, publiés chez Bartolomeo Sermartelli à Florence[9].

- La Pyrénée (ou La Pastorale amoureuse), roman pastoral de François de Belleforest, est imprimé à Paris par Gervais Mallot[10].
- Tragedie françoise a huict personnages, pièce de théâtre de Jean Bretog, est publiée à Lyon chez Noël Grandon[11].

## Décès
- 11 juin : Eustache Knobelsdorf, poète